# Osso de Cinca
Osso de Cinca ist eine Gemeinde in der Provinz Huesca in der Autonomen Gemeinschaft Aragonien in Spanien. Sie liegt in der Comarca Bajo Cinca am linken Ufer des Río Cinca.

## Gemeindegebiet
Die Gemeinde umfasst neben Belver die Ortschaft Almudáfar, die im Jahr 1845 eingemeindet wurde.

## Wirtschaft
Die Wirtschaft der Gemeinde ist vom Gartenbau bei künstlicher Bewässerung geprägt.

## Bevölkerungsentwicklung seit 1900
| 1900 | 1910 | 1930 | 1940 | 1950 | 1960 | 1970 | 1981 | 1986 | 1992 | 1999 | 2004 |
| ---- | ---- | ---- | ---- | ---- | ---- | ---- | ---- | ---- | ---- | ---- | ---- |
| 707  | 805  | 796  | 705  | 871  | 842  | 820  | 765  | 766  | 740  | 746  | 746  |

## Sehenswürdigkeiten
- Die Pfarrkirche Santa Margarita im Mudéjarstil mit Renaissanceportal.